# Team MLR71
Team MLR71 – włoski zespół startujący w wyścigach samochodowych, którego założycielami są Włosi Michele la Rosa oraz Franco Sighinolfi. Zespół powstał z przeznaczeniem startów w znanej serii Auto GP World Series. Umożliwiło to włoskiem biznesmenowi Michele la Rosa starty w bardziej znanej serii wyścigowej. W sezonach 2012-2013 Michele la Rosa startuje z numerem związanym z nazwą zespołu - 71.
W pierwszym sezonie startów, tj. 2012 roku, ekipa zgłosiła dwóch Włochów - Sergio Campanę oraz swego właściciela - Michele la Rosę. Pomimo startów we wszystkich wyścigach, la Rosa zdołał zapunktować tylko trzykrotnie i przyniósł ekipie zaledwie 4 punkty. Campana spisał się znacznie lepiej - wygrał wyścig na torze Marrakech Street Circuit, ale opuścił zespół po rundzie na portugalskim torze Autódromo Internacional do Algarve. Zastąpił go podczas ostatniej rundy Giacomo Ricci, co dało zespołowi dodatkowe 10 punktów. Z dorobkiem 75 punktów ekipa zakończyła sezon na 7 lokacie w klasyfikacji zespołów. 
Na kolejny sezon startów w Auto GP World Series Włoska ekipa zatrudniła Michele la Rosę Giacomo Ricci, którego  na Hungaroringu zastąpił Węgier Tamás Pál Kiss.

## Starty

### Auto GP
W sezonie 2014 MLR71 nawiązał współpracę z ekipą Euronova Racing i na liście startowej widnieje jako MLR71 by Euronova.
| Rok  | Bolid      | Kierowcy        | Wyścigi | Wygrane | PP | NO | Pkt | M.K. | M.Z. |
| ---- | ---------- | --------------- | ------- | ------- | -- | -- | --- | ---- | ---- |
| 2012 | Lola–Zytek | Sergio Campana  | 14      | 1       | 0  | 1  | 90  | 6    | 7    |
| 2012 | Lola–Zytek | Giacomo Ricci   | 6       | 0       | 0  | 0  | 40  | 11   | 7    |
| 2012 | Lola–Zytek | Michele la Rosa | 14      | 0       | 0  | 0  | 4   | 22   | 7    |
| 2013 | Lola–Zytek | Giacomo Ricci   | 2       | 0       | 0  | 0  | 0   | 24   | 8    |
| 2013 | Lola–Zytek | Tamás Pál Kiss  | 2       | 0       | 0  | 1  | 99  | 5    | 8    |
| 2013 | Lola–Zytek | Michele la Rosa | 16      | 0       | 0  | 0  | 4   | 20   | 8    |
| 2013 | Lola–Zytek | Michela Cerruti | 4       | 0       | 0  | 0  | 5   | 19   | 8    |
| 2014 | Lola–Zytek | Michele la Rosa | 16      | 0       | 0  | 0  | 73  | 7    | 6    |